# Stephan Kampwirt
Stephan Kampwirth (Arnsberg, 20 marzo 1967) è un attore tedesco.

## Filmografia parziale

### Cinema
- Al di là del silenzio (Jenseits der Stille), regia di Caroline Link (1996)
- Wolfsburg, regia di Christian Petzold (2003)
- Un fantasma per amico, regia di Alain Gsponer (2013)
- Vicino all'orizzonte (Dem Horizont so nah), regia di Tim Trachte (2019)
- Berlin Nobody, regia di Jordan Scott (2024)

### Televisione
- 14º Distretto (Großstadtrevier) - serie TV (1992)
- Wolff, un poliziotto a Berlino (Wolffs Revier) - serie TV (1993, 2002)
- Tatort - serie TV, 8 episodi (2001-2022)
- Ein starkes Team - serie TV (2003)
- Lolle (Berlin, Berlin)- serie TV (2004)
- Das Duo - serie TV (2006, 2012)
- Stubbe - Von Fall zu Fall - serie TV (2006)
- Il commissario Schumann (Der Kriminalist) - serie TV (2007)
- Squadra Speciale Cobra 11 (Alarm für Cobra 11 – Die Autobahnpolizei) - serie TV (2008)
- Squadra Speciale Colonia (SOKO Köln) - serie TV (2012)
- Il commissario Lanz (Die Chefin) - serie TV, 4 episodi (2012)
- Last Cop - L'ultimo sbirro (Der letzte Bulle) - serie TV (2013)
- Gli omicidi del lago (Die Toten vom Bodensee) - serie TV, episodio 1x01 (2014)
- Phoenixsee - serie TV, 12 episodi (2016-2019)
- Berlin Station - serie TV, episodio 1x01 (2016)
- Dark - serie TV, 19 episodi (2017-2020)
- Der Bergdoktor - serie TV, episodio  (2019)
- Ultima traccia: Berlino (Letzte Spur Berlin) - serie TV, 6 episodi (2020-2021)
- La terapia di Sebastian Fitzek (Sebastian Fitzeks Die Therapie) - miniserie TV (2023)

## Doppiatori italiani
Nelle versioni in italiano delle opere in cui ha recitato, Stephan Kampwirt è stato doppiato da:
- Ugo De Cesare ne Il commissario Lanz
- Vittorio Guerrieri in Un fantasma per amico
- Alessio Cigliano ne Gli omicidi del lago
- Stefano Benassi in Dark
- Francesco Bulckaen in Vicino all'orizzonte
- Francesco Sechi in Berlin Nobody